# Золотоева, Юлия Ниловна
Ю́лия Ни́ловна Золото́ева (род. 25 апреля 1963) ― российская бурятская танцовщица, Заслуженная артистка Республики Бурятия (2005), солистка Бурятский государственный ансамбль песни и танца «Байкал» (1981―2005).

## Биография
Родилась 25 апреля 1963 года в посёлке Бохан, Боханский район, Усть-Ордынский Бурятский автономный округ, Иркутская область.
В 1971 году поступила в Бурятское хореографическое училище, которое окончила в 1981 году по специальности «артистка балета» классического отделения. Была по направлению распределена в Бурятский государственный ансамбль песни и танца «Байкал», где прослужила более 24 лет.

Хорошая профессиональная подготовка, полученная в классе Народной артистки СССР Ларисы Сахьяновой, прекрасные природные данные — выворотность ног, большая растяжка, высокий прыжок, техническое верчение, трудолюбие способствовали тому, что уже через некоторое время молодая артистка стала исполнять сольные выходы в массовых танцах «Калмыцкий», «Семейский», «Глухари», «Эрьелдээшэн». Ю. Н. Золотоева имеет в себе качества и возможности, необходимые для танцовщицы народного плана: пластичность, хорошую координацию движений, темперамент, артистизм, правильное понимание образа. Все это воплотилось в ее дальнейшей работе над сольными партиями в танцах «золотого фонда» — «Цветок Байкала», «Наши девушки».— 
Юлии Золотоевой были доверены сложные по хореографии и исполнению партии и номера. С большим успехом вместе с ансамблем представляла бурятскую культуру в  Монголии, Японии (1984), Италии (1995), Бельгии, Франции (1996), Болгарии, Греции (2001), также является участницей всех Дней литературы и искусства в городах Москва, Новосибирск, Улан-Батор, Дархан.
Золотоева участвовала во всех постановочных работах многих балетмейстеров и режиссеров Советского Союза, Монголии, которые давали высокую оценку ее профессионализму. Принимала участие в постановках московского балетмейстера Б. Ляпаева в шуточном танце «Тройка» и «Буркондивизион».
Специально для Золотоевой были поставлены дуэтные танцы: лирический «Хун шубууд» (балетмейстер А. Зиберт) и игровой, шуточный «Северный» (постановщик С. Дамбаева). Создала яркие запоминающиеся образы в таких сольных танцах, как «Узбекский», «Башкирский», «По мосточку». Работа над повышением своих профессиональных качеств позволила ей изучить технику и особенности монгольских танцев «Мянгат» и «Биелгэ».
За годы своей работы артистка вместе с ансамблем песни и танца «Байкал» выступала на сценах многих городов и сёл бывшего СССР.
Золотоеву хорошо знают, ценят зрители в Бурятии, Усть-Ордынского и Агинского Бурятских округов. Награждена Дипломом за участие в XII Всемирном фестивале молодежи и студентов в Москве (1985).
В 1999 году награждена премией Министерства культуры Бурятии на фестивале «Молодых солистов творческих коллективов» в номинации «За лучшее исполнение сольного танца». Награждена Почетными грамотами Совета Министров и Верховного Совета Бурятии, Министерства культуры Бурятской АССР.
Долгое время работала педагогом и руководителем детского ансамбля «Байкальские звездочки», который стал дипломантом III степени на конкурсе детских хореографических коллективов «Уянга-2002», «Уянга-2004», с большим успехом выступали на фестивалях в Италии (2003), Франции (2004).
В 2015 году Золотоева зарекомендовала себя как продюсер и режиссер проектов, которые с большим успехом прошли на главных сценах республики и получили хорошую оценку зрителей и специалистов в области культуры. Успешно прошли литературно-музыкальный вечер «Стихи, гитара и любовь», творческий вечер поэта Есугея Сындуева и барда Артура Аветисяна.
В 2015 году Золотоева создала проект к 70 годовщине Победы в Великой Отечественной войне, концерт-посвящение «Мы помним!», в котором Золотоева выступила как режиссер и сценарист.
За большой вклад в развитие бурятского танцевального искусства Юлия Ниловна Золотоева в 2005 году была удостоена почётного звания «Заслуженная артистка Республики Бурятия».